# McCartney Kessler
McCartney Kessler (født 8. juli 1999 i Calhoun, Georgia, USA) er en professionel tennisspiller fra USA.